# 원정부대의 목록
다음은 시대별로 존재했었던 원정전 부대의 목록이다.

## 제1차 세계 대전
- 남아프리카 해외 원정군
- 뉴질랜드 원정군
  - 사모아 원정군
- 러시아 주불 원정군
- 미국
  - 미국 원정군
  - 미국 시베리아 원정군
  - 미국 북러시아 원정군
- 시암 원정군
- 일본 제국
  - 블라디보스토크 파견군
  - 사할린 파견군
- 체코슬로바키아 군단
  - 주이탈리아 체코슬로바키아 군단, 이탈리아 전선
  - 주불 체코슬로바키아 군단, 프랑스 외인부대
- 영국 원정군
- 오스만 제국
  - 제1원정군
  - 제5원정군
  - 헤자즈 원정군
  - 캅카스 이슬람군(영어판)
- 오스트레일리아
  - 오스트레일리아 원정군 (AN&MEF)
  - 오스트레일리아 제1제국군
- 인도 원정군
- 캐나다 군단
- 포르투갈 원정군

## 제2차 세계 대전
- 나치 독일 아프리카 군단
- 브라질 원정군
- 연합국 원정군 최고사령부
- 영국 원정군
- 오스트레일리아 제2제국군
- 이탈리아 왕국 이탈리아 항공대
- 일본 제국
  - 상하이 파견군
  - 지나 파견군
  - 인도차이나 파견군
  - 중지나 파견군
- 귝만혁명군 중국 원정군, 동남아시아 전구
- 체코슬로바키아 군단 (1939년), 독일의 체코슬로바키아 점령 이후 폴란드에서 창설된 군단(Legion)
- 소련 제1체코슬로바키아 군

## 냉전
- 프랑스 극동원정대(영어판) - 제1차 인도차이나 전쟁
- 한국 전쟁
  - 그리스 한국 원정군
  - 벨기에-룩셈부르크 대대
  - 칵뉴 대대
  - 콜롬비아 대대
  - 튀르키예 여단
  - 프랑스 대대
  - 필리핀 한국 원정군
- 태국의 베트남 전쟁 참전
  - 태국 왕립자원연대(영어판)
  - 태국 왕립육군 원정사단(영어판)

## 현대

### 유럽연합
- 유럽연합 전투단
- 유럽 해양군

### NATO
- NATO 대응군
- 연합신속대응군단

### 미국
- 해군
  - 항공모함타격단
  - 원정타격단
- 공군
  - 미국 공군의 항공원정부대 목록
- 해병대
  - 해병원정군
  - 해병원정여단
  - 해병원정대

### 영국
- 제3사단
- 제16공중강습여단
- 합동원정군 (해양)
- 영국 합동원정군
- 연합합동원정군
- 합동신속대응군
- 제83원정항공단
- 원정항공전대 (EAW)